# Vaughn Bishop

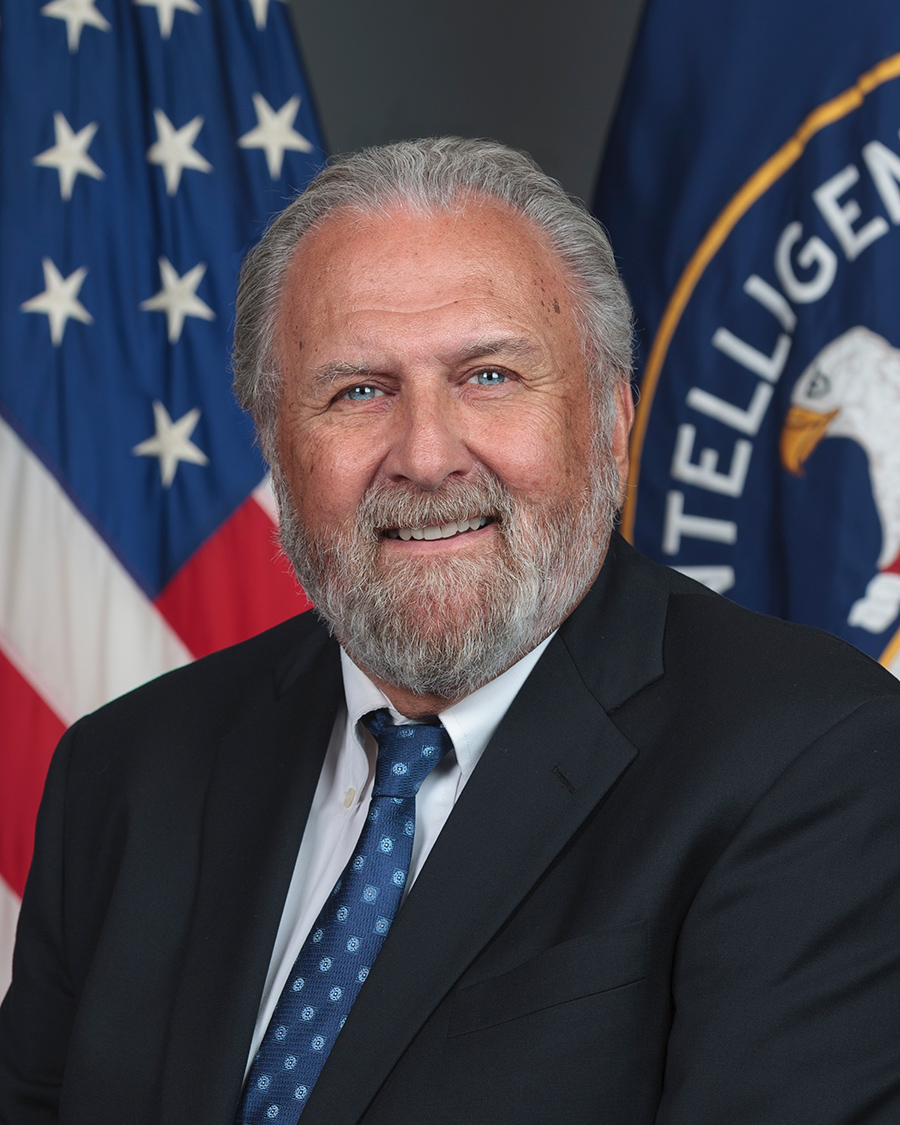
Vaughn Bishop (2018)

Vaughn F. Bishop (* 1946; † 2023) war ein US-amerikanischer Geheimdienstmitarbeiter und war vom 1. August 2018 bis zum 20. Januar 2021 stellvertretender Direktor der Central Intelligence Agency (CIA). Zuvor war er von 1981 bis 2011 Mitarbeiter der CIA.

## Bildung
Bishop hatte einen Abschluss in Politikwissenschaften der Northwestern University. Nach seinem Doktortitel wurde er Dozent (Assistant Professor) für Politikwissenschaften an der Emory University in Atlanta, Georgia.

## Central Intelligence Agency (CIA)
1981 trat Bishop der CIA bei. Nach 30 Dienstjahren ging er 2011 in den Ruhestand.
2018 trat er erneut in den Staatsdienst ein und wurde von US-Präsident Donald Trump zum stellvertretenden Direktor der CIA ernannt.

## Persönliches
Bishop war verheiratet und hatte zwei Kinder.